# Гарсиа, Марио (футболист, 1923)
Марио Гарсиа Хименес (Барселона, 5 марта 1923 — Барселона, 18 января 1992) — испанский футболист.

## Биография
Он играл на позиции левого атакующего полузащитника. В начале 1940-х годов выступал за любительскую команду «Барселоны». В 1945 году он подписал контракт с «Сабаделем», где провел три сезона, два из которых провел в Первом дивизионе. В сезоне 1948/49 выступал за «Реал Вальядолид». После успешного сезона в «Вальядолиде» он перешел в «Эспаньол», но сыграл лишь три матча в чемпионате и два в кубке. Затем он провел два сезона во Втором дивизионе, представляя «Мальорку» и «Мельилью». В завершение карьеры вернулся в Каталонию, где играл за «Европу», «Сантас» и «Оспиталет».